# انگورستان ملک
انگورستان ملک مربوط به دوره قاجار است. این اثر در تاریخ ۱۸ آذر ۱۳۵۴ با شمارهٔ ثبت ۱۲۵۲ به‌عنوان یکی از آثار ملی ایران به ثبت رسید. انگورستان ملک  در اصفهان، خیابان هشت‌بهشت غربی، خیابان ملک شمالی واقع شده‌است.

## تاریخچه
نام انگورستان ملک‌‏التجار از حاجی محمدابراهیم صدر معروف به ملک‌التجار اصفهان گرفته‌ شده است. گویی محل این بنا در ابتدا تاکستان بزرگی بوده که با گسترش شهرسازی و خیابان‌بندی از میان‌ رفته و قسمت فعلی عمارت باقی‌ مانده، به همین دلیل به انگورستان معروف است. تاریخ تنظیم وقف نامه‌ای که از این خانه در دسترس است به سال ۱۳۴۱ هجری قمری (برابر ۱۳۰۲ خورشیدی) باز می‌گردد. این عمارت برای برگزاری جشن عروسی خانواده‌های کم بضاعت و برگزاری مراسم تعزیه بکار میرفته است که این کار حتی پس از مرگ ملک‌‏التجار هم انجام می‌شده است.

## نگارخانه

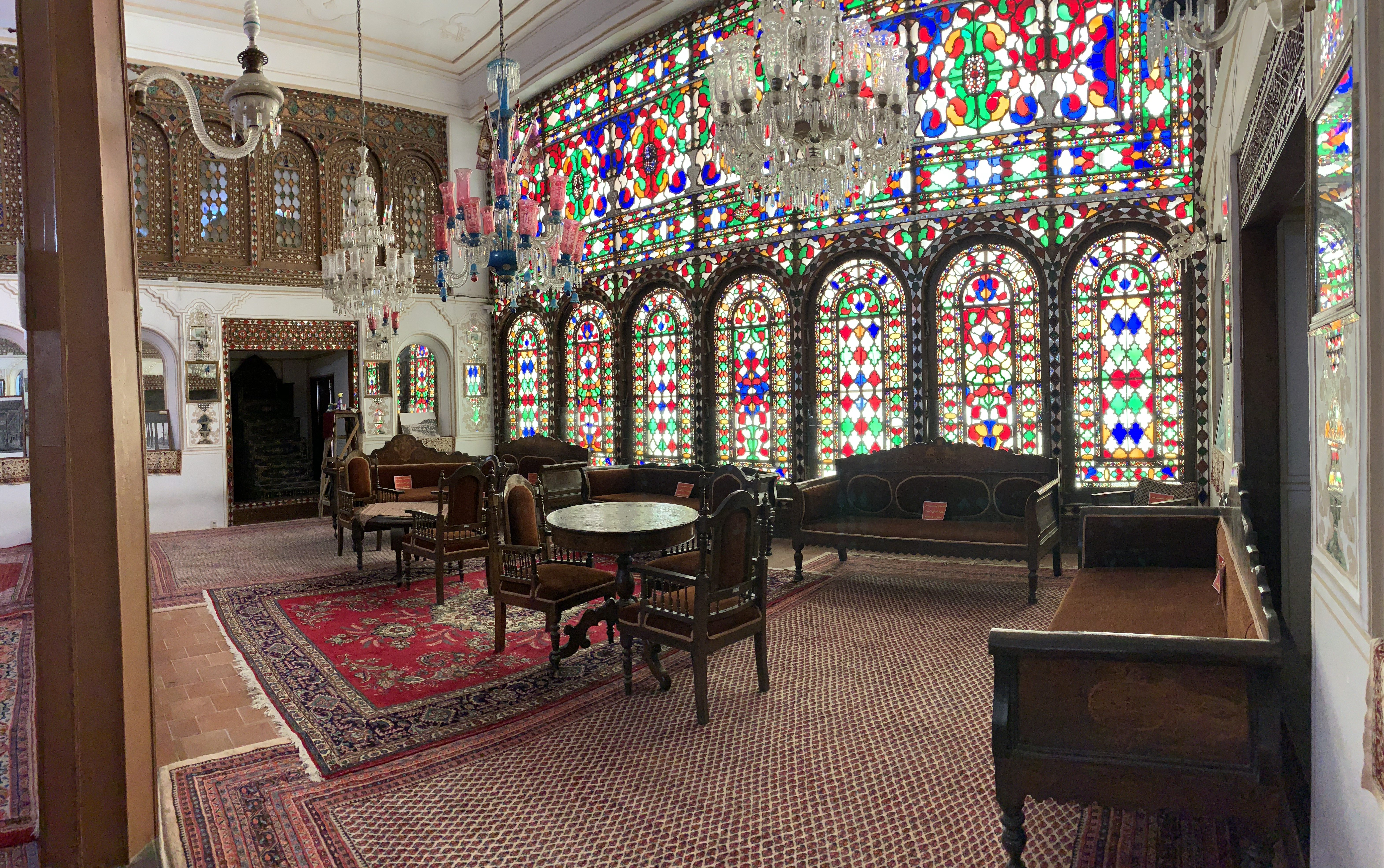
انگورستان ملک
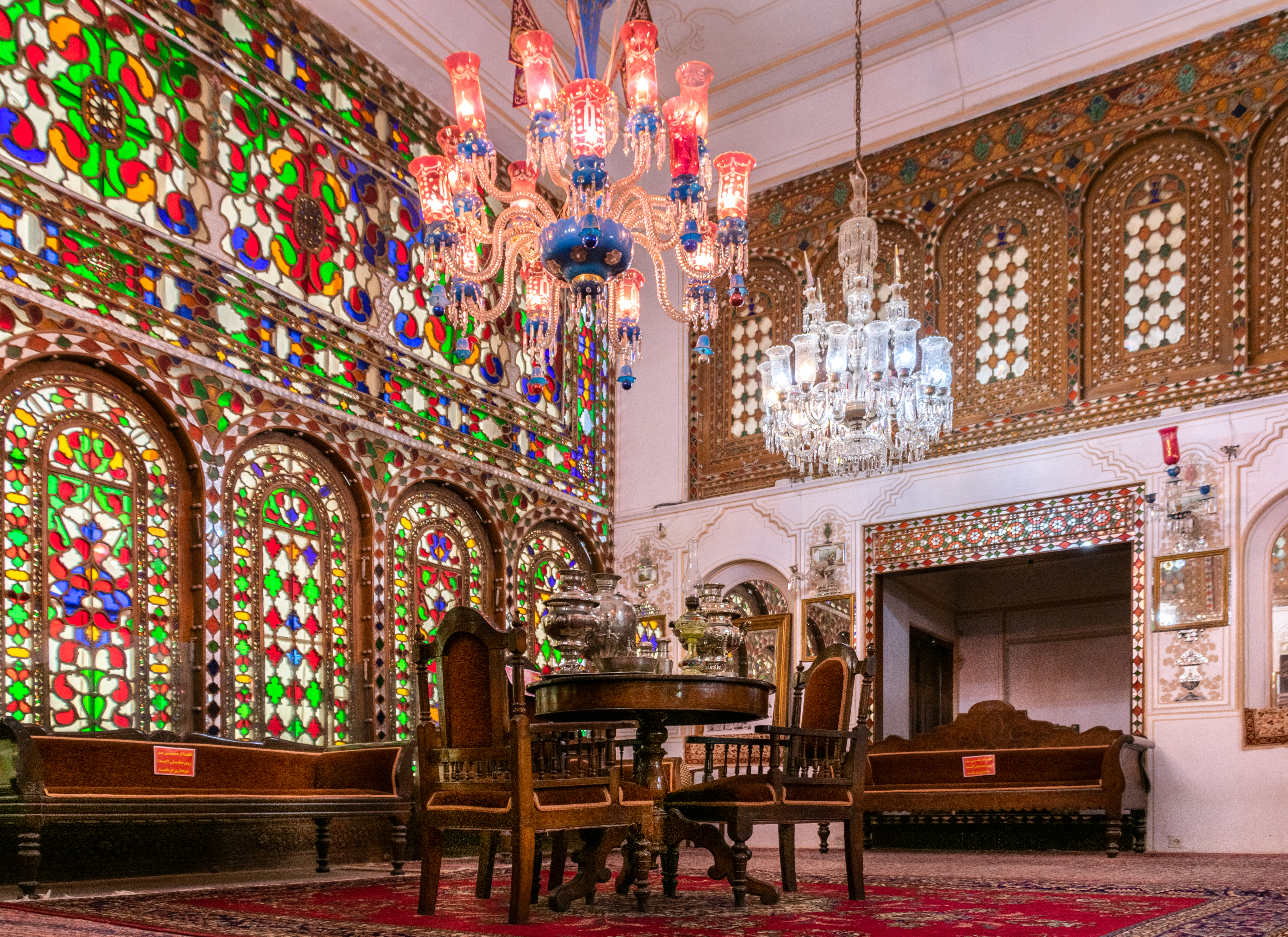
مهمانخانه انگورستان
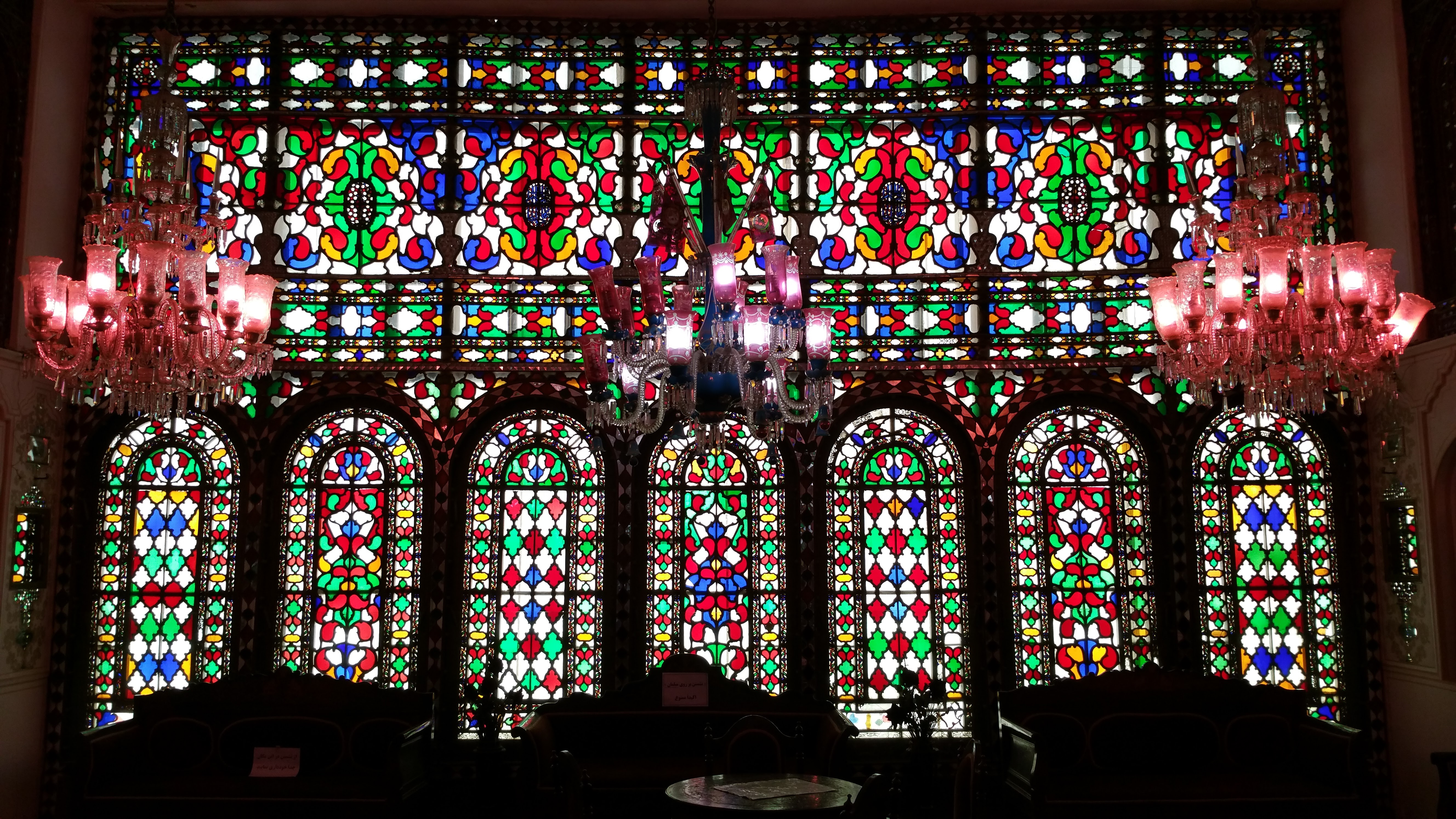
پنجره های ارسی
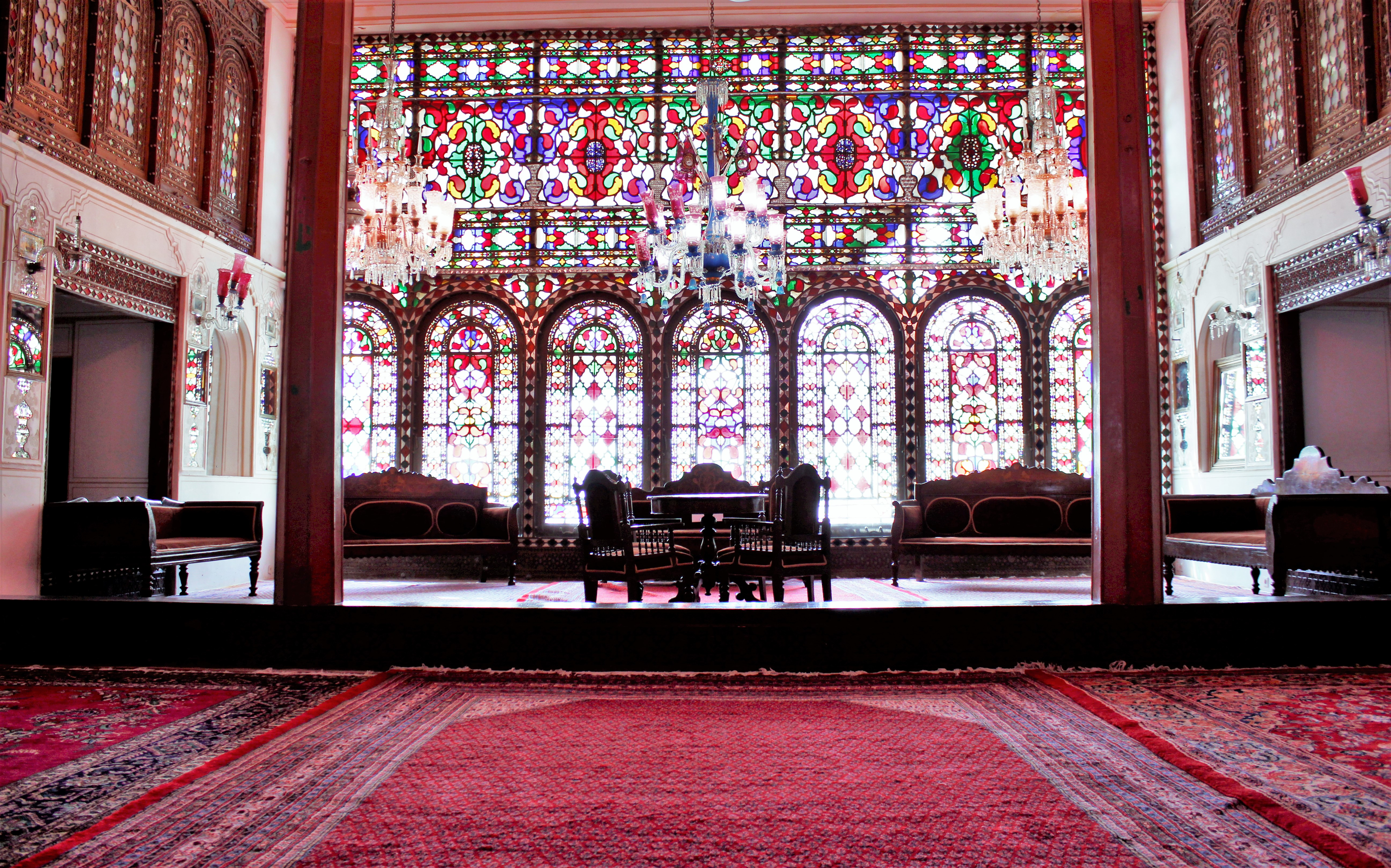
نمای داخلی
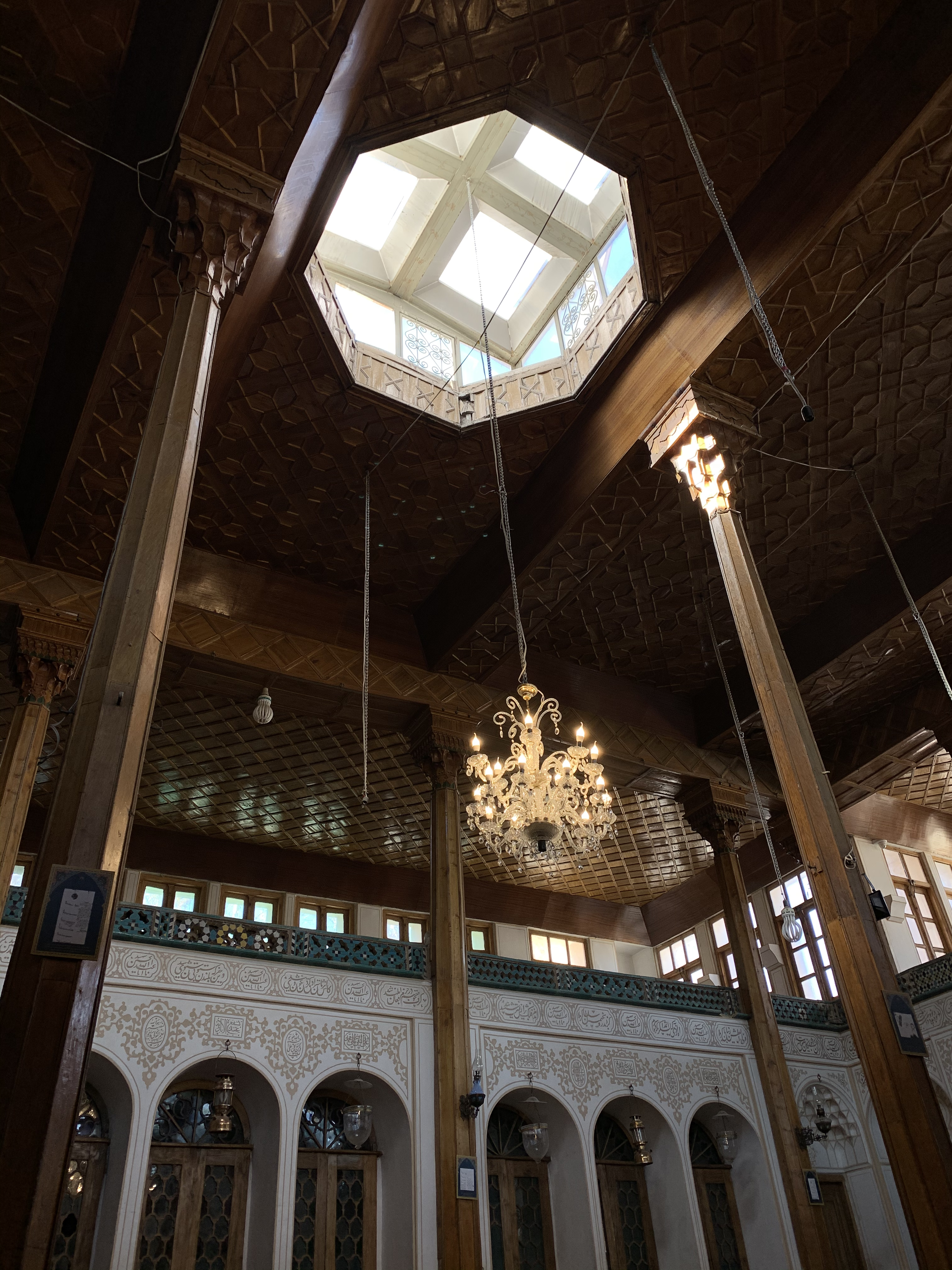
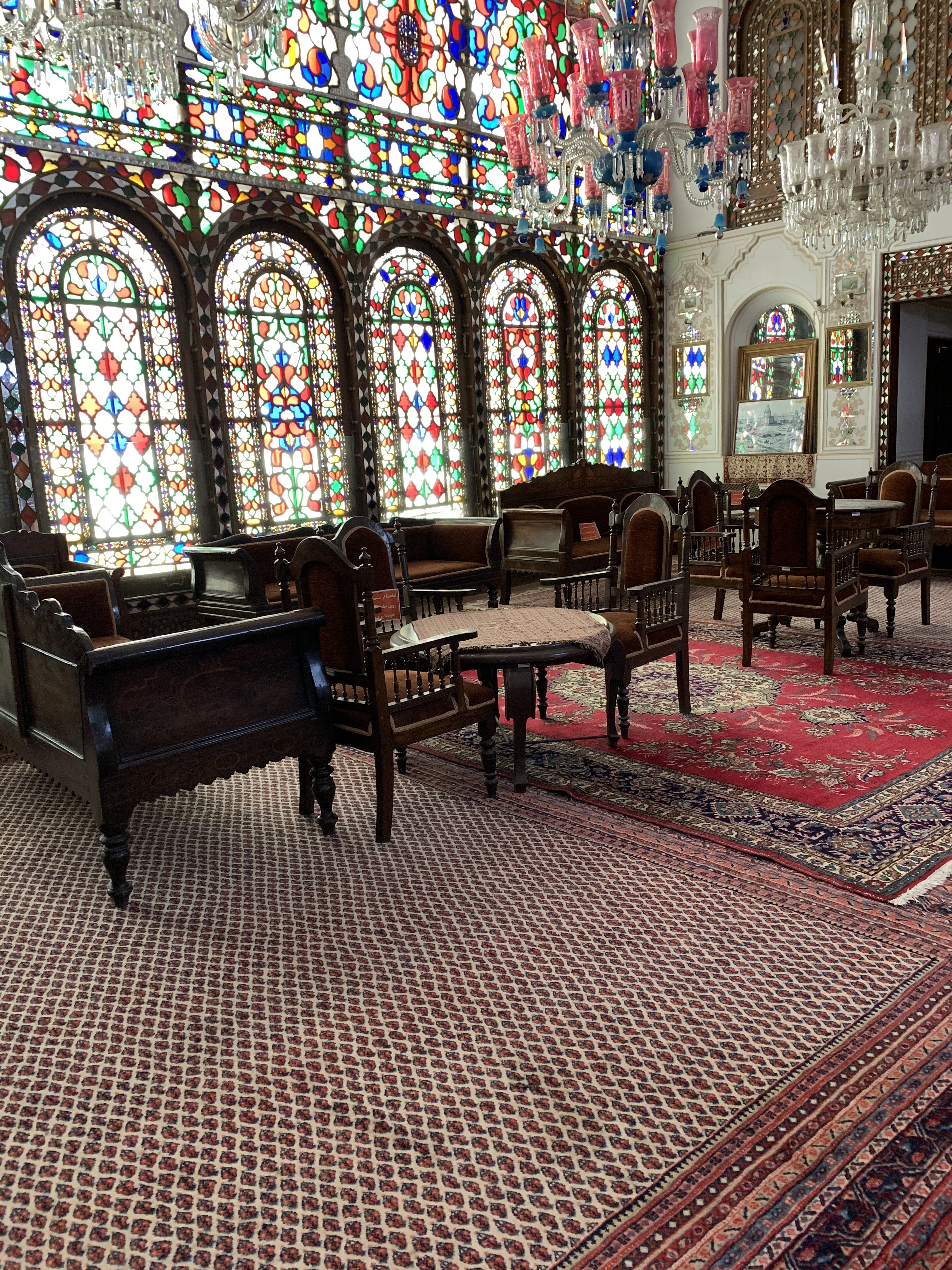